# Dreieck-Siedlung Hochlarmark

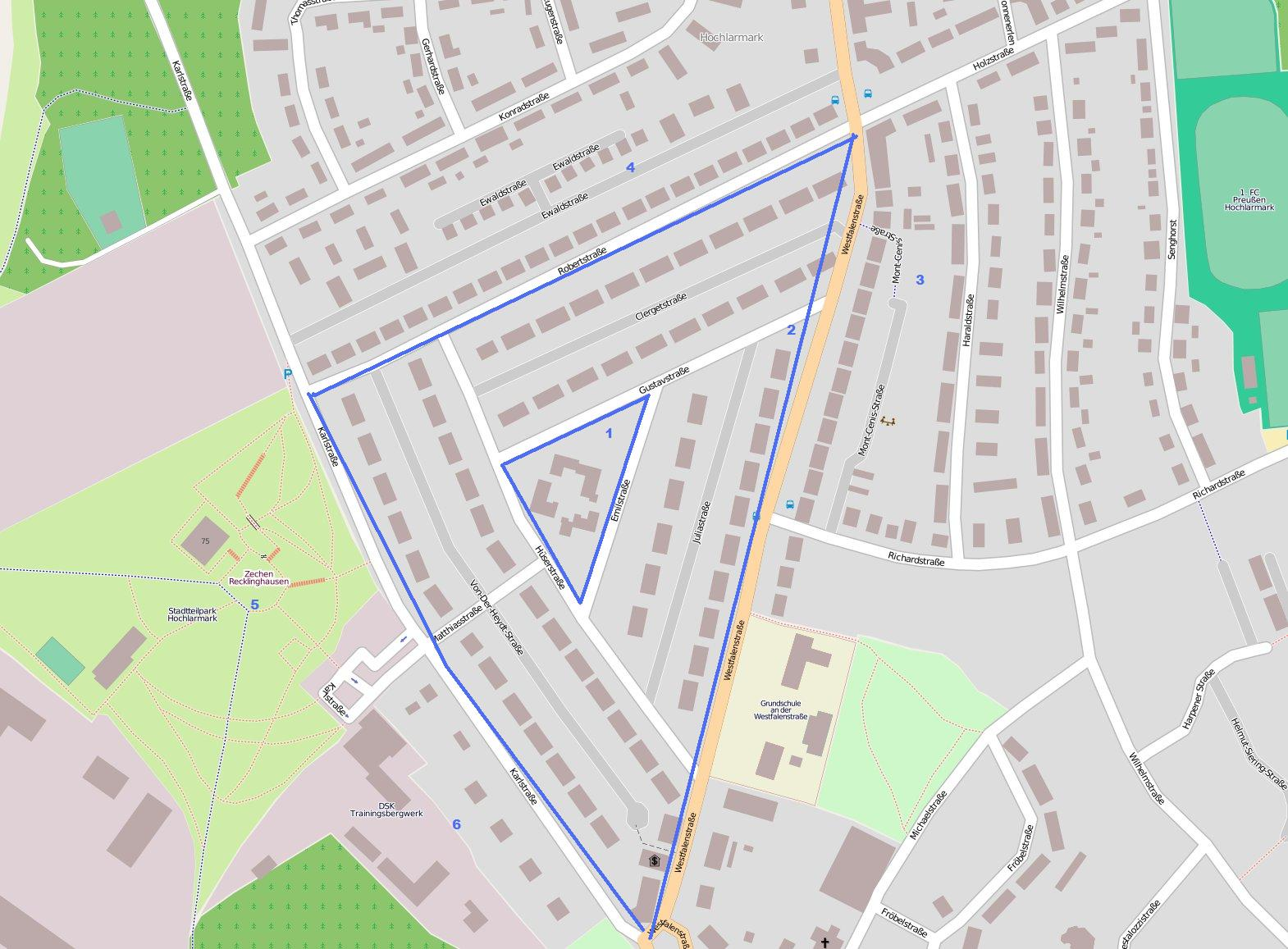
Karte der Dreieckssiedlung:
1. – ursprünglich freier Platz
2. – Ausdehnung des ersten Bauabschnittes
3.&4. – Erweiterungen
5. – Zeche Recklinghausen II
6. – Steigerhäuser an der Karlstraße

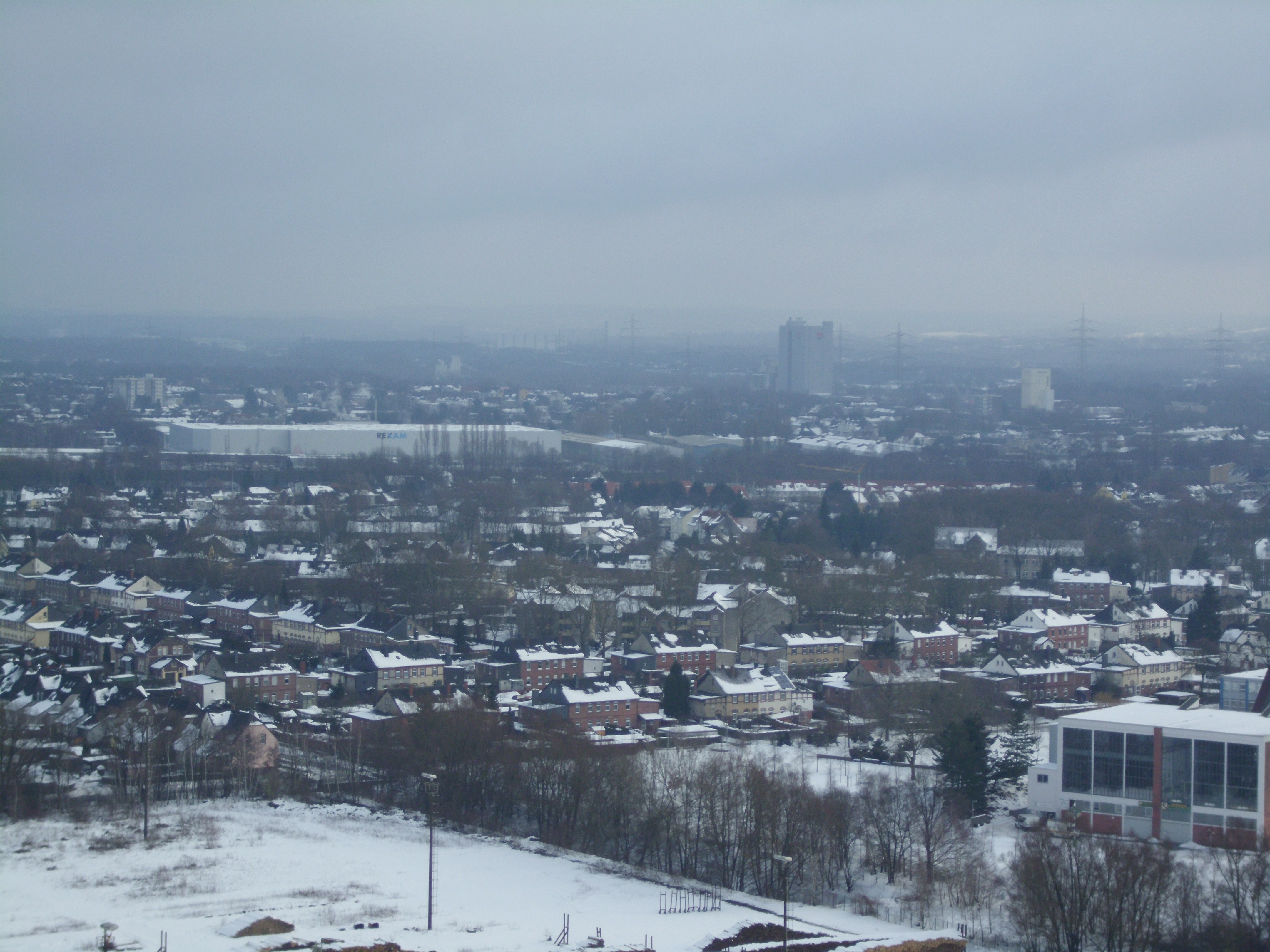
Blick von der Halde Hoheward auf Ecke Karl-/Robertstraße

Die Dreieck-Siedlung Hochlarmark ist eine Zechensiedlung in Recklinghausen im gleichnamigen Stadtteil. Den Namen erhielt die Siedlung durch die ungewöhnliche Anordnung ihrer Straßen.

## Geschichte
Nach der zunächst Clerget genannten Zeche Recklinghausen teufte die Aktiengesellschaft Société Civile Belge des Charbonnages d' Herne-Bochum 1882 bis 1884 in Hochlarmark die Zeche Clerget II (später Recklinghausen II) ab. In unmittelbarer Nähe plante sie dazu auch eine weitere Siedlung für die Bergleute. Die Harpener Bergbau AG übernahm 1889 Bergwerk, Alte Kolonie und die Pläne für die neue Zechensiedlung. 1899 bzw. 1901 wurden dann jeweils neben den beiden alten Schächten noch ein weiterer abgeteuft, sodass sich in Hochlarmark die beiden Schächte II und IV befanden.
Dreieckig um einen zentralen, freien Platz angeordnet entstand die Siedlung jeweils drei Straßenreihen tief bis zur Karlstraße auf der Zechenseite, der Westfalenstraße im Osten und der Robertstraße im Norden. Von 1901 bis 1903 wurden als erster Bauabschnitt 62 Vierfamilienhäuser mit zweieinhalb Geschossen im für Bergbausiedlungen typischen Kreuzgrundriss errichtet. Diese Bauform bot für jede Wohneinheit einen eigenen Eingang mit maximaler Grundflächenausnutzung, die Zimmer in den oberen Geschossen ermöglichten auch den Schichtarbeitern entsprechende Ruhephasen. Die Häuser hatten größere Gärten zur Selbstversorgung und seitlich angebaute Ställe für das Kleinvieh. Im Obergeschoss des Stalls gab es einen Heuboden und eine sogenannte Stallstube für Kostgänger. Die Wohneinheiten hatten eine Grundfläche von 75 m².
Gegenüber der Karlstraße wurden großzügigere Doppelhäuser für die Steiger und Angestellten der Zeche gebaut.
1907 folgte der zweite Bauabschnitt mit 33 Gebäuden für Arbeiter im Norden und Westen der Siedlung. Hier waren die Ställe getrennt von den Häusern am anderen Ende des Gartens platziert, die Wohneinheiten nur noch 60 m² groß. Außerdem entstanden 3 weitere Doppelhäuser für Angestellte.

## Bilder

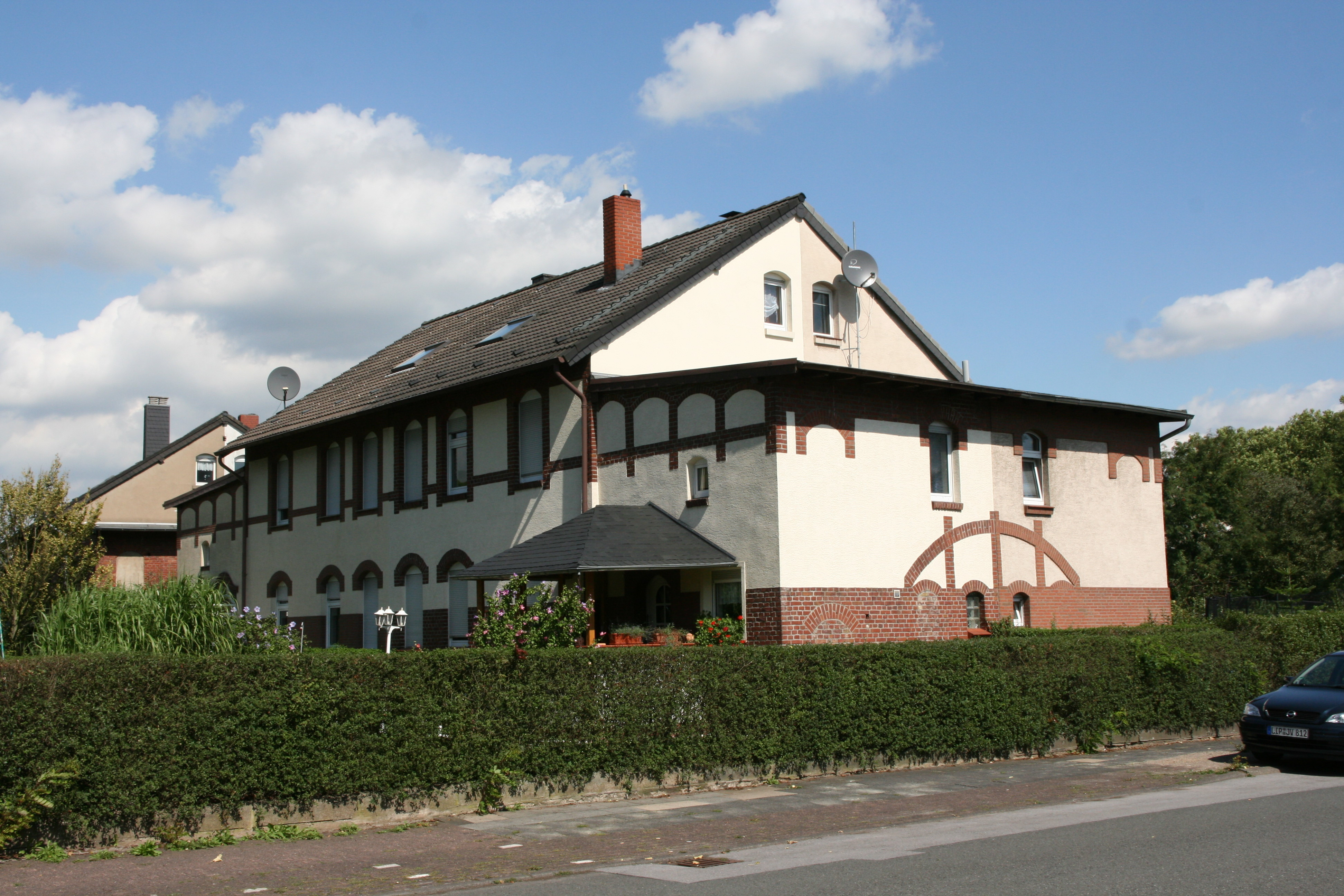
Haus in der Matthiasstraße, der Anbau war Stall und Unterkunft des Kostgängers
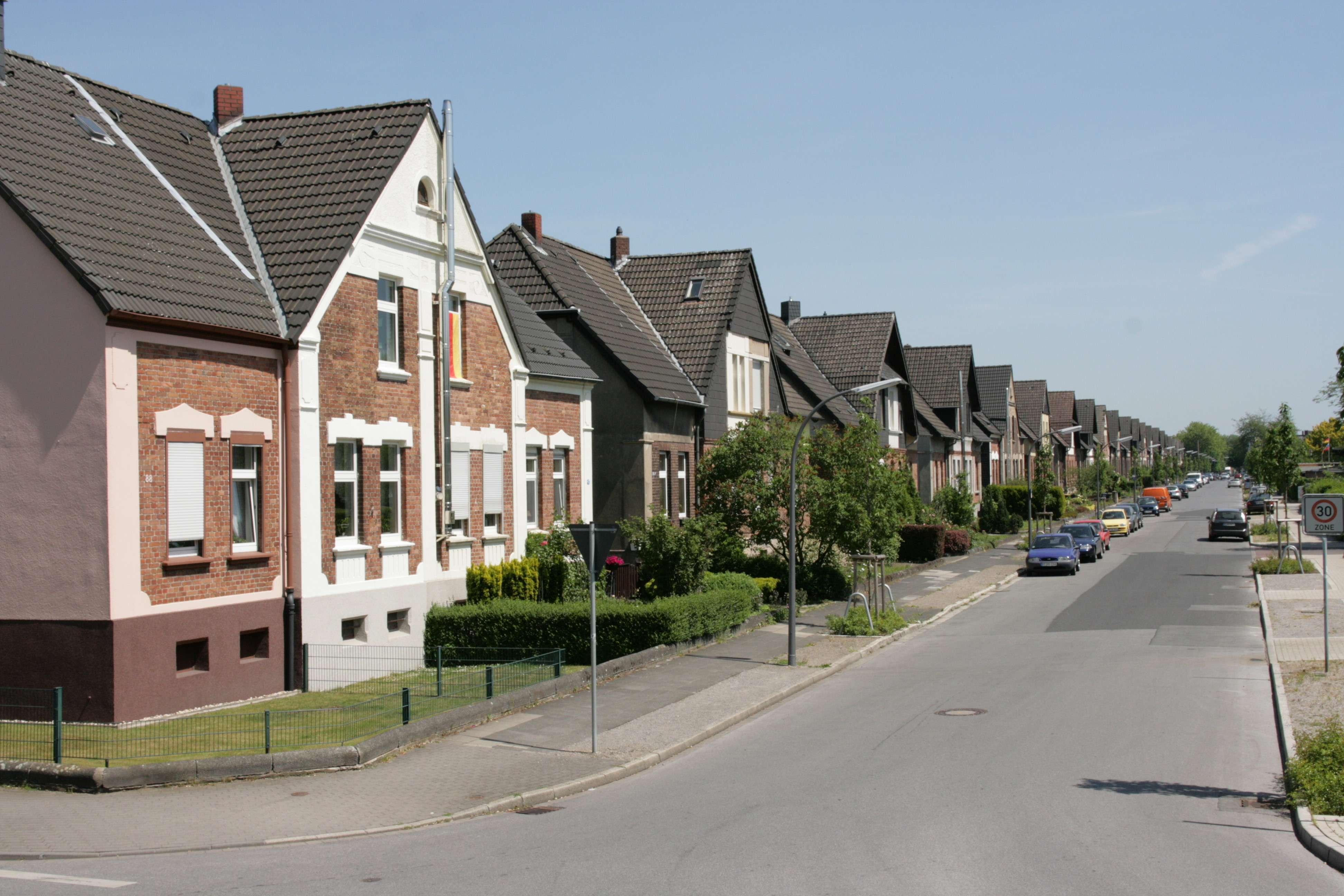
Blick entlang der Robertstraße
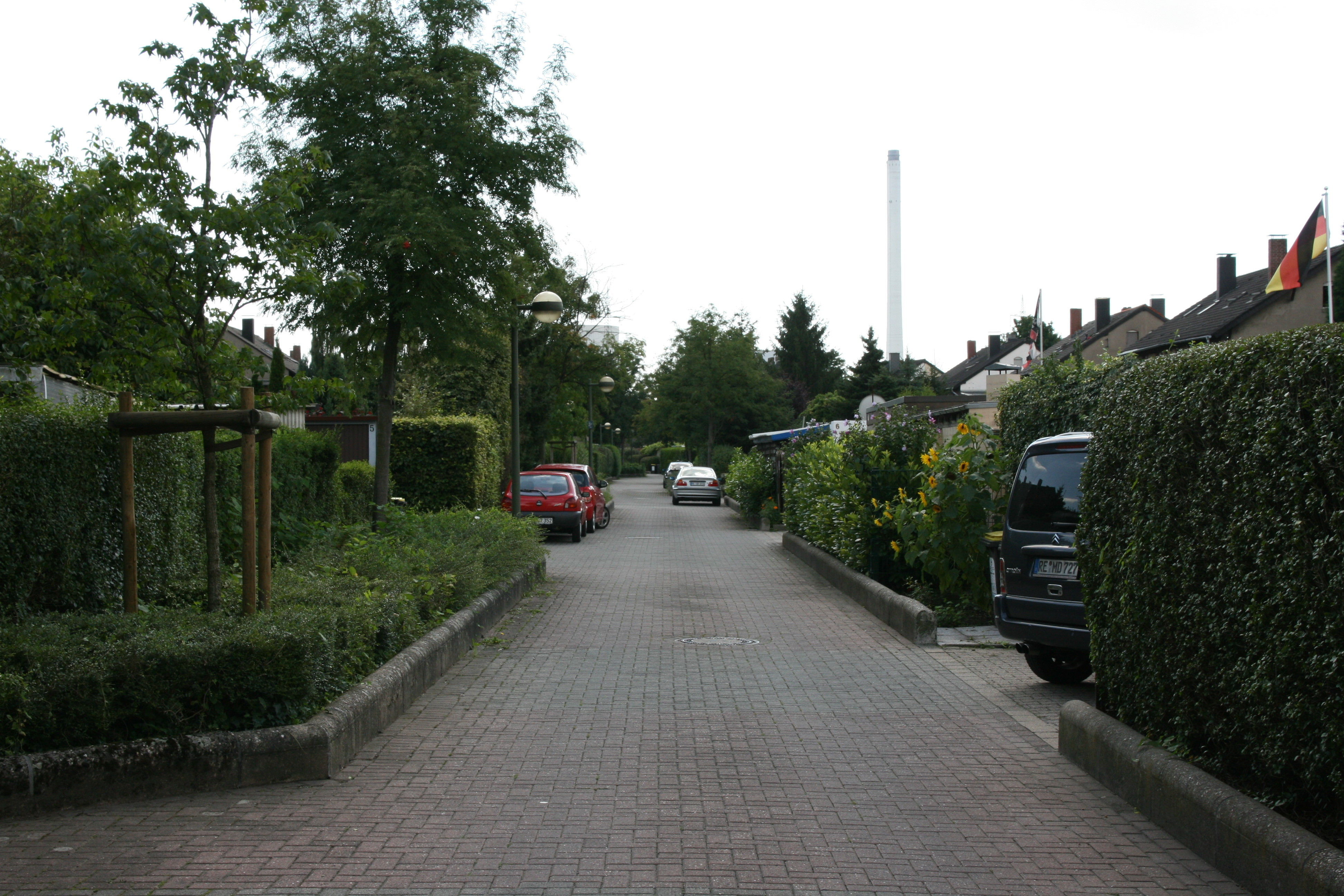
Von der Heydt Straße
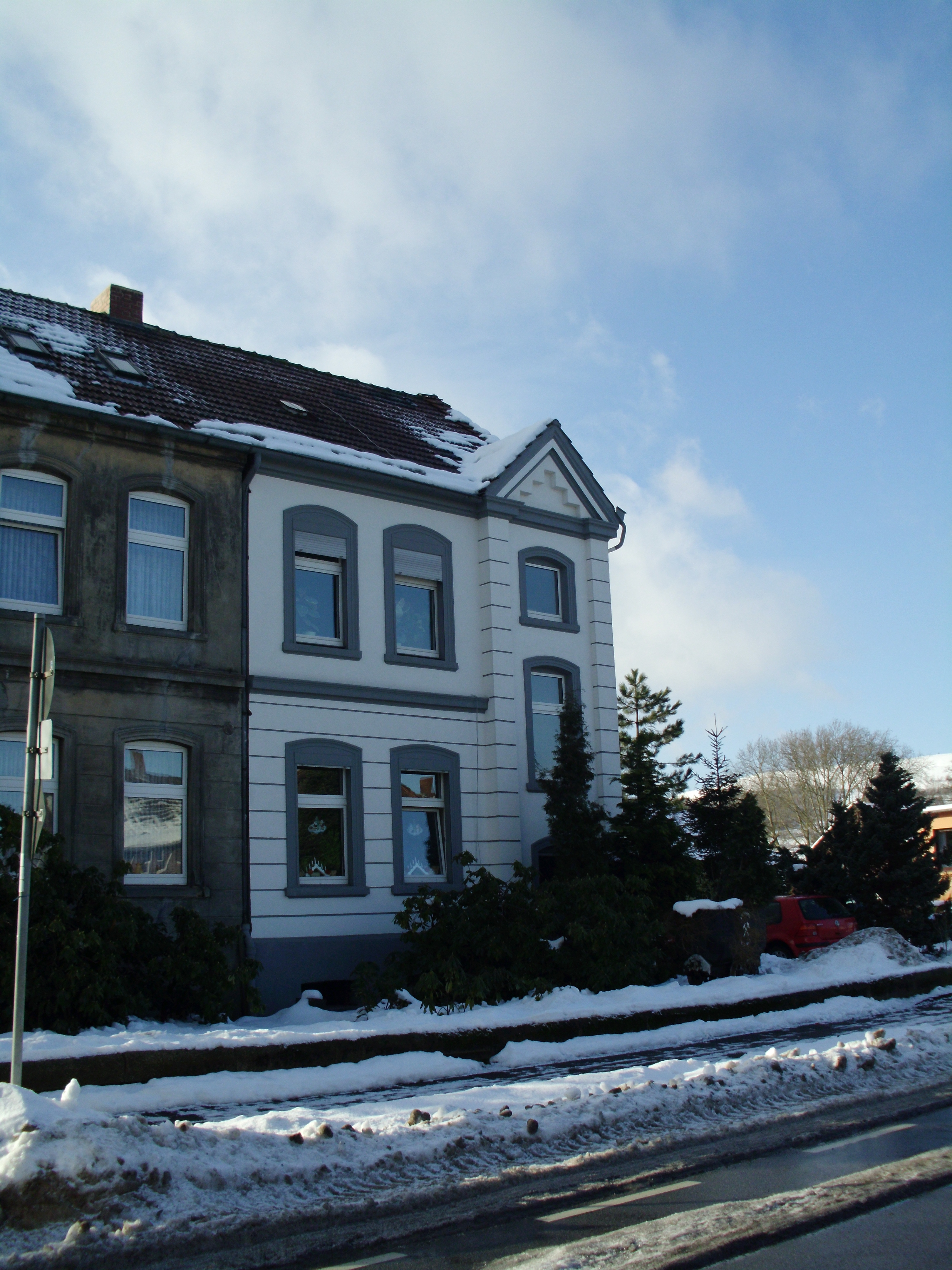
Steigerhaus an der Karlstraße

## Weitere Entwicklung

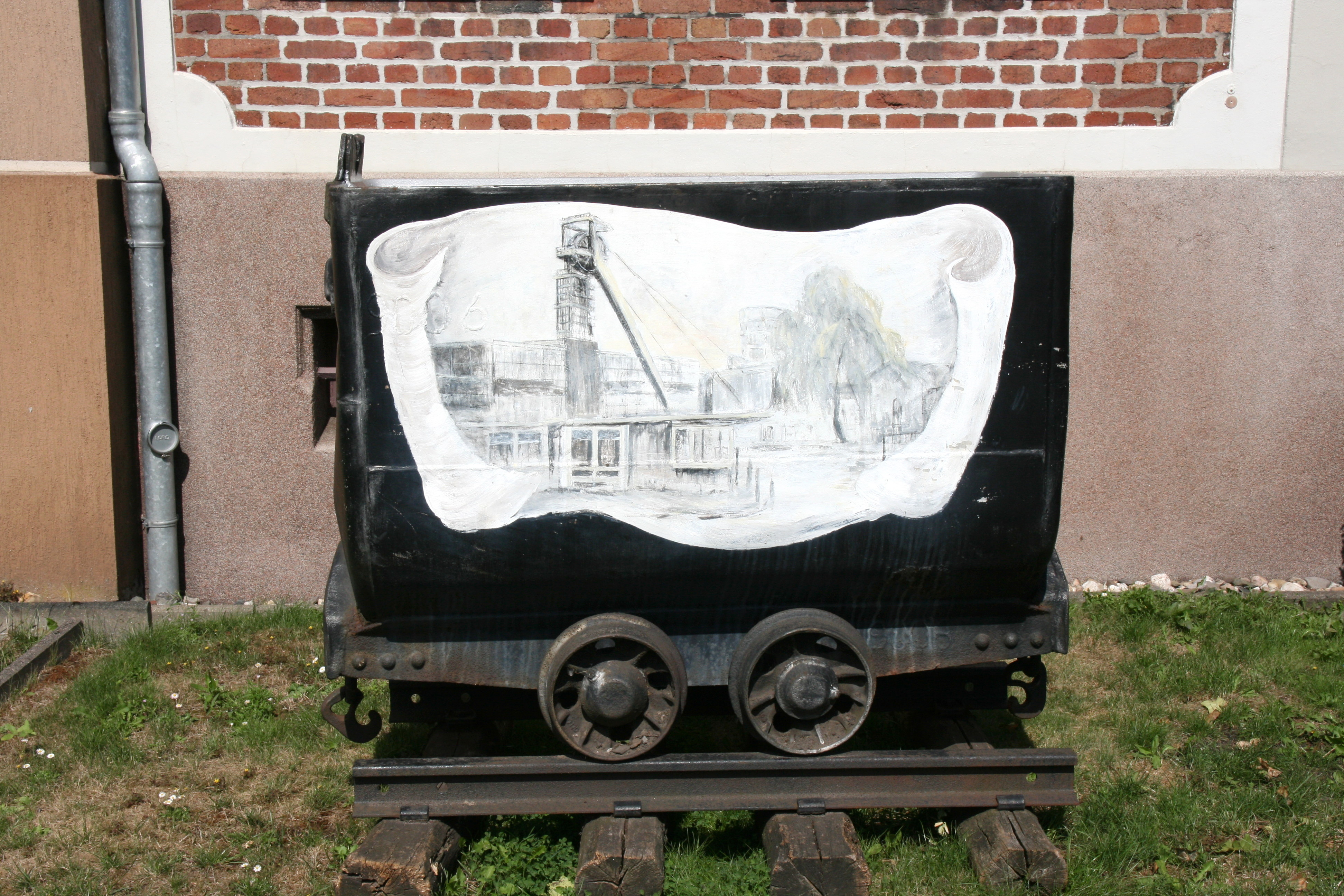
Erinnerungsstück an den Bergbau

Die Siedlung wurde in den 1970er Jahren privatisiert und blieb in ihrer wesentlichen Struktur bis heute unverändert. Sie steht nicht unter Denkmalschutz, unterliegt aber einer städtischen Gestaltungssatzung um das äußere Erscheinungsbild zu erhalten.
Um 1980 herum entwickelte sich in der Dreiecksiedlung ein Stadtteilprojekt, das überregional bekannt wurde. Die Zeche Recklinghausen hatte 1977 geschlossen und ehemalige Bergleute trugen mit ihren Familien und anderen Interessierten eine Fülle von Dokumenten und Materialien zur Lokalgeschichte zusammen.
Daraus entwickelte sich der Verein für Bergbau- und Industriegeschichte Recklinghausen e. V., der 1990 das verbliebene Fördergerüst „Konrad Ende“ mit dem Maschinenhaus erwarb und mit viel Eigeninitiative und finanzieller Unterstützung durch die Stadt Recklinghausen, das Land NRW und die Europäische Union restaurierte. Heute befindet sich dort ein multikulturelles Stadtteilzentrum für Hochlarmark mit Räumen für Feiern und Vereine, unter anderem der Vestische Tanzsportgemeinschaft und der Bürgerschützengilde Hochlarmark sowie einem kleinen musealen Bereich rings um die erhaltene Dampfmaschine.
Das Zechengelände selbst wurde zum Stadtteilpark umgewandelt. Über die Drachenbrücke ist von dort der Zugang zur Halde Hoheward möglich.